# Hermann Hartmut Bergengruen
Hermann Hartmut Bergengruen (kurz Hermann Bergengruen; * 14. Februar 1936 in Rostock; † 21. Juni 1997 in Hannover) war ein evangelischer Pastor, Friedensaktivist und Autor. Er gilt auf der regionalen Ebene als Mitbegründer der späteren Bundespartei Bündnis 90/Die Grünen.

## Leben
Hermann Bergengruen wurde als Sohn eines Ministerialdirektors geboren. Er studierte Evangelische Theologie an den Universitäten in Heidelberg und in Göttingen. Nachdem er 1964 ordiniert worden war, übernahm er die Stellung als Pastor einer Gemeinde in Harburg und Maschen.
Im Zug der 68er-Bewegung wurde Bergengruen 1970 in Hannover zum Studentenpastor gewählt, wo er die Interessen der politisch linken Studentenschaft vertrat. Mit dieser kämpfte Bergengruen gegen „staatliche Willkür“ und gegen die „besitzende Klasse“. Der aktive Atomkraft-Gegner stritt für „Frieden, Gerechtigkeit und Bewahrung der Schöpfung“ und wurde zum Mitbegründer der Grünen Liste Umweltschutz (GLU): Am 30. November 1979 war „der linksradikale Pastor“ mit der Mitgliedsnummer 17 dabei, gemeinsam etwa mit dem späteren Bundestagsabgeordneten Helmut Lippelt, als sich im Künstlerhaus in Hannover die GLU, die Grüne Aktion Zukunft und die Aktionsgemeinschaft Unabhängiger Deutscher zum hannoverschen Kreisverband der Grünen zusammenschlossen, noch bevor die spätere Bundespartei Bündnis 90/Die Grünen gegründet wurde. Bergengruen war ebenfalls Mitbegründer von Radio Flora.
1977 wurde vom Landeskirchenamt als Pfarrer abgesetzt und arbeitete zunächst in der Krankenhausseelsorge und versah verschiedene Vakanzen. 1979 wurde er am 1. Januar durch den Superintendenten Hundertmark in sein Amt eingeführt, in Sarstedt wieder als – umstrittener – Pfarrer tätig. Er brachte die bis dahin „eher betuliche“ Gemeinde der evangelischen Kirche St. Paulus im Sarstedter Stadtteil Giebelstieg in Bewegung: Anlässlich des NATO-Doppelbeschlusses forderte Bergengruen die Besetzung von Panzern auf, rief die Gemeindemitglieder zur Teilnahme an den Friedensdemonstration im Bonner Hofgarten auf. Damit zerrüttete er das „das ohnehin sehr strapazierte Verhältnis zwischen großen Teilen der Gemeinde, dem Kirchenvorstand und [... seiner eigenen Person]“. In der Folge gab er 1985 sein Amt in Sarstedt auf und übernahm 1986 das Pastoren-Amt der Martin-Luther-Kirche in Ahlem.
Bergengruen wurde in einem Grab auf dem Ahlemer Friedhof beigesetzt.

## Schriften (Auswahl)
- Seyt nuirg keck. Zwischen Studentenrevolte und Kirchenregiment. Alektor-Verlag, Stuttgart 1981, ISBN 3-88425-011-6.
- Bergpredigt – Programm einer Friedensbewegung. SOAK-Verlag, Hannover 1982, ISBN 3-88209-044-8; Inhaltsverzeichnis